# 汤姆·魏尔伦
托马斯·约瑟夫·米勒（英語：Thomas Joseph Miller，1949年12月13日—2023年1月28日）艺名汤姆·魏尔伦（英語：Tom Verlaine），美国歌手、吉他手及创作人，纽约摇滚乐队电视乐队领衔艺人。

## 生平
魏尔伦于1949年12月13日在新泽西州登维尔出生，父亲维克托·安德鲁·米勒（1921–2008）是立陶宛血统，但出生于苏格兰的科特布里奇，母亲则具有波兰血统，祖籍宾夕法尼亚州。魏尔伦的父亲起初是一名修理工，后来转行为销售经理。魏尔伦有一个双胞胎兄弟，但在1984年24岁时意外死亡，魏尔伦在六岁时随父母搬到了特拉华州的威尔明顿。
魏尔伦很小时就开始学习钢琴，但在初中时受到斯坦·盖茨的一段录音感染，改为学习萨克斯管，并曾经得到約翰·柯川和艾伯特‧艾勒等爵士乐萨克斯手的激励。魏尔伦一开始并未注意到吉他在摇滚乐和爵士乐中的作用，但后来在青年时期听了滚石乐队的《19th Nervous Breakdown》之后，开始着手吉他的学习，此后更花费大量时间来探索个人风格。而下一个对魏尔伦的音乐生涯产生重大影响的因素是邁爾士·戴維斯的电子音乐作品 。
小时候的魏尔伦和她的双胞胎兄弟约翰被父母送到特拉华州郝凱森一间名为桑福德预备学校的寄宿制学校就读。约翰在校期间体育成绩优异，最终于1967年毕业，而魏尔伦则对写作和诗歌感兴趣。魏尔伦在桑福德认识了后来的乐队伙伴理查德·赫爾，两人开始交往后不久就发现彼此都对音乐和诗歌浓厚兴趣。
魏尔伦和赫尔都没能从桑福德毕业，两人后来都搬到了纽约，艺名魏尔伦便是在搬到纽约后开始使用，取自法国诗人保罗·魏尔伦，但魏尔伦表示他选用这个名字并非是因为受到诗人本身的启发，而是喜欢这个名字的读音。魏尔伦与赫尔共同创立了乐队“霓虹男孩”，并将比利·菲卡聘为乐队鼓手，由于找不到第二位吉他手，乐队于几个月后即告解散。数月后，两人选择了理查·洛伊德作为吉他手，重新组建电视乐队，并开始在诸如CBGB和麦克斯堪萨斯城等各大颇具影响力的朋克俱乐部演出。1975年，魏尔伦因赫尔在表演技巧和行为上存在诸多问题，将他从乐队解雇，并找来弗雷德·史密斯作为替代，同年，乐队发行第一首单曲。这一时期内，魏尔伦在参加朋克节目时认识了诗人兼歌手帕蒂·史密斯，并曾与她约会。电视乐队在发行了两张专辑后于1978年7月解散

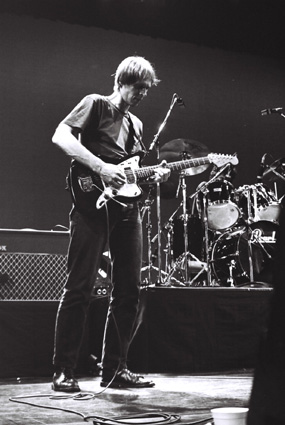
1990年代初电视乐队重聚巡演上的魏尔伦

不久后，魏尔伦发布了一张以自己名字命名的个人专辑。由于作品反响积极，魏尔伦曾短暂居住于英国及欧洲其他大部分地区，歌曲《Kingdom Come》曾被大卫·鲍伊翻唱。1990年代，魏尔伦与包括帕蒂·史密斯在内的多位不同领域艺人展开合作，并曾为1994年电影《情人与枪》谱写过一首配乐。1990年代初，电视乐队成员重新聚集，录制了一张录音室专辑及一张现场专辑；其后乐队成员开始定期重聚并举办巡回演出。
2006年，魏尔伦发布个人新专，在此之前他已多年未有发行个人专辑。2010年，魏尔伦继续经常与电视乐队成员举办巡演，其中以2014年和2014年在欧洲的两场巡演最为知名。
魏尔伦于2023年1月28日在纽约去世。前电视乐队成员理查·洛伊德透露，魏尔伦很久前就患上了前列腺癌，并且癌细胞早已扩散。此前电视乐队曾收到比利·爱多尔的欧洲巡演邀请，但魏尔伦因身体原因未能参加。

## 与其他艺人的合作
魏尔伦曾与傑夫·巴克利商讨合作制作专辑事宜，惟后来巴克利于1997年不幸溺水身亡。
魏尔伦多次以吉他手的身份与其他艺人合作，例如Luna乐队的《Penthouse》。他与老情人帕蒂·史密斯有过多次合作，史密斯的艾美奖提名作品《Glitter in Their Eyes》便是由他负责吉他演奏。除此之外，魏尔伦还曾在1996年协助史密斯制作过两首歌曲以及在1970年代史密斯刚出道时为她提供过吉他伴奏，其中史密斯的出道专辑《Horses》中的《Break It Up》则是由二人共同创作。2005年，史密斯邀请魏尔伦一起举办了《Horses》发行三十周年音乐会。
魏尔伦还曾是一个超级摇滚乐团的成员之一，其他成员则包括后来的音速青年成员李·拉納爾多和史蒂夫·雪萊、威尔可合唱团吉他手內爾斯·克萊恩、鲍勃·迪伦的贝斯手托尼·加尼耶、吉他手史摩基·荷美尔及键盘手约翰·梅德斯基等人，该团队的一些作品曾被鲍勃·迪伦的传记电影《摇滚启示录》用作配乐。
2012年，魏尔伦与The Smashing Pumpkins乐队前吉他手伊叶吉伸合作制作了他的第二张个人专辑。

## 音乐风格

### 乐器
魏尔伦在其职业生涯中弹奏的吉他大多来自芬達樂器公司，最常使用芬達·爵士和Jaguar，其使用的扬声器也多来自芬达及Vox公司。魏尔伦曾提到自己选择芬达爵士的原因是因为这种吉他因声音较小和容易走音而不受大众青睐，使得其价格非常便宜，而他在使用习惯之后又逐渐觉得这种吉他的振音手把效果良好，于是开始经常使用这种吉他。

### 吉他演奏及效果

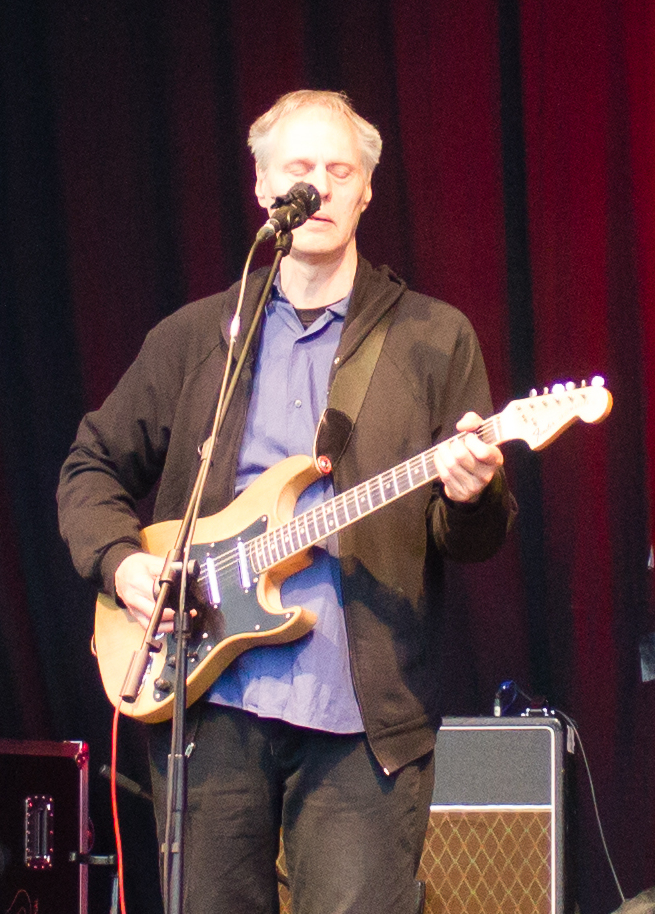
2014年的魏尔伦

魏尔伦擅长近距离收音、音效延迟、混响、拍打回声、相位变换/镶边效果及震音等技法，其中尤以振音最为突出，少有出现严重失真。魏尔伦较常使用吉他的琴桥拾音器而非琴颈拾音器，认为这样能够产生“饱满但不失清晰的声音”。
魏尔伦的吉他风格可能是受到其学习过程的影响，在一次《吉他手》杂志的采访中，魏尔伦谈到自己从不跟随录音弹奏，故而并不像其他人一样熟悉所有音阶。魏尔伦还提到他曾经认识的一位19岁的吉他手，能够弹出丹尼·加顿作品的所有音，但在他看来弹得并不正确。